# Palacio Episcopal de Salamanca

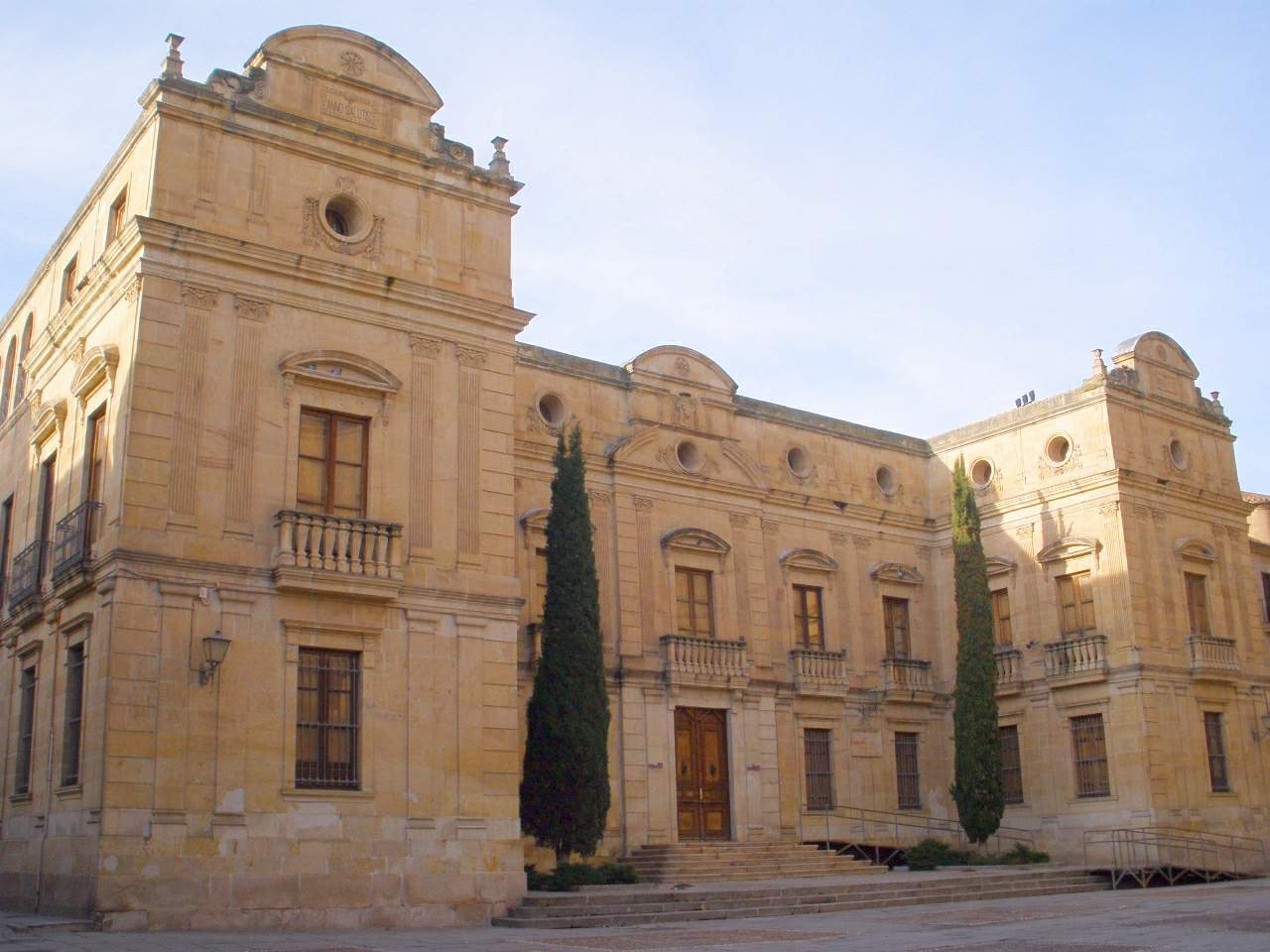
Fachada principal del Palacio Episcopal.

El Palacio Episcopal de Salamanca fue la residencia de los obispos de Salamanca (España) hasta el año 1964, y en la actualidad alberga el Museo Diocesano de Arte Sacro de Salamanca.

## Descripción e historia
El palacio se alza en el mismo terreno en el que estuvo el primitivo Palacio Episcopal de Salamanca, que fue derribado en el siglo XIX debido al mal estado en que se hallaba. El actual palacio fue proyectado en 1886 por el arquitecto José Secall y Asión, aunque las obras no finalizaron hasta 1889 y el palacio no pudo ser inaugurado hasta 1890.
Todo el palacio es un edificio ecléctico de clara inspiración clasicista, y la fachada principal, que tiene forma de U, está adornada con pilastras y frontones curvos y triangulares. Y en el ático de la fachada principal sobresalen los óculos adornados con claves molduradas y guirnaldas que están rodeados por estípites «con cajeado».

### Cuartel General de Franco
En los inicios de la guerra Civil española el Palacio Episcopal fue utilizado como Cuartel General de Franco (el obispo Plá y Deniel se lo cedió).

### Usos museísticos
En 1983 el obispado cedió el uso del edificio al Ayuntamiento de Salamanca, que lo habilitó como Museo de Historia de la ciudad, durando la cesión dieciocho años. Entre los fondos que acogió este museo destacaban algunas maquetas, como la de madera de cedro del Ayuntamiento de Salamanca que fue realizada por Andrés García de Quiñones, y algunos objetos personales del duque de Wellington y del músico salmantino Tomás Bretón.
En marzo de 2023 el edificio reabrió sus puertas como Museo Diocesano de Arte Sacro. La planta baja está dedicada a Fernando Gallego, la primera planta se destina a museo diocesano con la muestra Misterio Admirable y el sótano se reserva para talleres y exposiciones temporales. El edificio también alberga el Archivo Diocesano de Salamanca.